# Ryan Meara
Ryan Meara (Crestwood, 15 novembre 1990) è un ex calciatore statunitense, di ruolo portiere.

## Carriera
Il 6 febbraio 2012 viene selezionato ai SuperDraft come 31ª scelta dal New York Red Bulls. L'11 marzo gioca la sua prima partita contro Dallas FC mentre il 28 aprile finisce la sua prima partita senza subire reti.
L'11 dicembre 2014, Meara viene girato in prestito al New York City FC per tutta la stagione 2015, in cui gioca solo una partita a causa di un infortunio al menisco che gli fa saltare gran parte di inizio stagione.
Il 14 giugno 2017 è tra i pali nella vittoria contro i cugini del City in una partita di Lamar Hunt U.S. Open Cup. Ha giocato anche in Champions League collezionando 5 presenze.
Dopo aver rinnovato simbolicamente il contratto con i Red Bulls, il 22 gennaio 2025 ha annunciato il ritiro dal calcio giocato.

## Statistiche

### Presenze e reti nei club
Statistiche aggiornate all'8 settembre 2024.
| Stagione                  | Squadra                   | Campionato                | Campionato | Campionato | Coppe nazionali | Coppe nazionali | Coppe nazionali | Coppe continentali | Coppe continentali | Coppe continentali | Altre coppe | Altre coppe | Altre coppe | Totale | Totale |
| Stagione                  | Squadra                   | Comp                      | Pres       | Reti       | Comp            | Pres            | Reti            | Comp               | Pres               | Reti               | Comp        | Pres        | Reti        | Pres   | Reti   |
| ------------------------- | ------------------------- | ------------------------- | ---------- | ---------- | --------------- | --------------- | --------------- | ------------------ | ------------------ | ------------------ | ----------- | ----------- | ----------- | ------ | ------ |
| 2012                      | New York Red Bulls        | MLS                       | 18         | -27        | USOC            | 2               | -3              |                    | -                  | -                  |             | -           | -           | 20     | -30    |
| 2013                      | New York Red Bulls        | MLS                       | -          | -          | USOC            | 2               | -4              |                    | -                  | -                  |             | -           | -           | 2      | -4     |
| 2014                      | New York Red Bulls        | MLS                       | -          | -          | USOC            | 1               | -3              | CCL                | 4                  | -2                 |             | -           | -           | 5      | -5     |
| 2015                      | New York City             | MLS                       | 1          | -1         |                 | -               | -               |                    | -                  | -                  |             | -           | -           | 1      | -1     |
| 2016                      | New York Red Bulls II     | USL                       | 25         | -21        | USOC            | 1               | -2              |                    | -                  |                    |             | -           | -           | 26     | -23    |
| 2017                      | New York Red Bulls II     | USL                       | 2          | -2         |                 | -               | -               |                    | -                  | -                  |             | -           | -           | 2      | -2     |
| 2017                      | New York Red Bulls        | MLS                       | -          | -          | USOC            | 5               | -5              | CCL                | 1                  | 0                  |             | -           | -           | 6      | -5     |
| 2018                      | New York Red Bulls        | MLS                       | 3          | -3         | USOC            | 1               | 0               | CCL                | 0                  | 0                  |             | -           | -           | 4      | -3     |
| 2019                      | New York Red Bulls        | MLS                       | 1          | -1         | USOC            | 1               | -3              | CCL                | 0                  | 0                  |             | -           | -           | 2      | -4     |
| 2020                      | New York Red Bulls        | MLS                       | 14         | -19        |                 | -               | -               |                    | -                  | -                  |             | -           | -           | 14     | -19    |
| 2021                      | New York Red Bulls        | MLS                       | 0          | 0          |                 | -               | -               |                    | -                  | -                  |             | -           | -           | 0      | 0      |
| 2022                      | New York Red Bulls        | MLS                       | 1          | -2         | USOC            | 2               | -1              |                    | -                  | -                  |             | -           | -           | 3      | -3     |
| 2023                      | New York Red Bulls        | MLS                       | 0          | 0          | USOC            | 2               | -1              |                    | -                  | -                  | LC          | 0           | 0           | 2      | -1     |
| 2024                      | New York Red Bulls        | MLS                       | 7          | -6         | USOC            | 2               | -1              |                    | -                  | -                  | LC          | 1           | 0           | 8      | -6     |
| Totale New York Red Bulls | Totale New York Red Bulls | Totale New York Red Bulls | 44         | -58        |                 | 17              | -23             |                    | 5                  | -2                 |             | 1           | 0           | 65     | -81    |
| Totale carriera           | Totale carriera           | Totale carriera           | 45         | -59        |                 | 17              | -23             |                    | 5                  | -2                 |             | 1           | 0           | 66     | -82    |

## Palmarès

### Club

#### Competizioni nazionali
- MLS Supporters' Shield: 2

New York Red Bulls: 2013, 2018
- USL Championship: 1

New York Red Bulls II: 2016